# Sericomyia completa
Sericomyia completa är en tvåvingeart som beskrevs av Charles Howard Curran 1929. Sericomyia completa ingår i släktet torvblomflugor, och familjen blomflugor.
Artens utbredningsområde är Taiwan. Inga underarter finns listade i Catalogue of Life.